# Jan Simon
Jan Simon (ur. w 1977) – polski artysta multimedialny. Mieszka i pracuje w Krakowie.

## Życiorys
Jan Simon nie odebrał formalnego wykształcenia plastycznego, studiował psychologię i socjologię na Uniwersytecie Jagiellońskim. W latach 2001–2002 był redaktorem „Ha!art”. W 2002 jego prace pojawiły się na wystawie młodej polskiej sztuki novart.pl w krakowskim Bunkrze Sztuki. Od tego czasu Simon uczestniczył w kilku zbiorowych wystawach polskich i zagranicznych. Miał również wystawy indywidualne.
W swojej sztuce Janek Simon, realizujący głównie filmy i instalacje interaktywne, wykorzystuje często motywy z gier komputerowych. Źródłami inspiracji są dla niego również przejawy kultury popularnej, jak internet i film. Jego prace mają charakter „krytyczno-ironiczny”, często wymagają zaangażowania widza. Obecnie tworzy prace konceptualne, wśród których najbardziej znany jest projekt „Rok Polski na Madagaskarze” – zorganizowana w całości przez Simona pierwsza wystawa sztuki polskiej w tym kraju, na której nie pokazano jednak dzieła żadnego polskiego artysty, a jedynie prace twórców z całej Europy Środkowej. Jego postawę krytycy sztuki określają mianem anarchistyczno-indywidualistycznej. Współpracuje z Korporacją Ha!art.

## Przykładowe prace
- Zegar, 2004 – zegar wskazujący 14 godzin;
- Chleb Krakowski, 2006 – bochenek-insekt, czyli robot o sześciu odnóżach;
- Krakowiacy lubią czystość – wariacje na temat szopki krakowskiej;
- Triumf polskiego przemysłu motoryzacyjnego – asamblaż z naklejek z legendarnej gumy do żucia „turbo”.

## Nagrody, wyróżnienia, stypendia
Otrzymał granty w ramach Re:Location Academy w Luksemburgu w 2004 oraz Headlands Artist in Residence w San Francisco w 2006 roku. W 2006 Jan Simon był nominowany do Paszportu Polityki.

## Wystawy
Wystawy indywidualne:
- 2003: Odlot, Galeria Potocka, Kraków;
- 2003: Gry i Zabawy, Galeria Arsenał, Białystok;
- 2004: 2020, Home Gallery, Bukareszt;
- 2004: Spacer po poligonie, Instytut Goethego, Kraków;
- 2004: Carpet Invaders, 2020 Home Gallery, Bukareszt;
- 2005: Oldest Fire In Poland + Home Made Electronic Watch, Galeria Hit, Bratysława;
- 2005: Krakowiacy lubią czystość, Narodowa Galeria Sztuki Zachęta, Warszawa;
- 2006: Rok polski na Madagaskarze, Atlas Sztuki, Łódź;
- 2006: Pożar kwatery głównej straży pożarnej, Centrum Sztuki Współczesnej Zamek Ujazdowski, Warszawa;
- 2007: Gradient, Bunkier Sztuki, Kraków[5].